# Czeczewo (gromada)
Czeczewo – dawna gromada, czyli najmniejsza jednostka podziału terytorialnego Polskiej Rzeczypospolitej Ludowej w latach 1954–1972.
Gromady, z gromadzkimi radami narodowymi (GRN) jako organami władzy najniższego stopnia na wsi, funkcjonowały od reformy reorganizującej administrację wiejską przeprowadzonej jesienią 1954 do momentu ich zniesienia z dniem 1 stycznia 1973, tym samym wypierając organizację gminną w latach 1954–1972.
Gromadę Czeczewo z siedzibą GRN w Czeczewie utworzono – jako jedną z 8759 gromad na obszarze Polski – w powiecie kartuskim w woj. gdańskim na mocy uchwały nr 17/III/54 WRN w Gdańsku z dnia 5 października 1954. W skład jednostki wszedł obszar dotychczasowej gromady Czeczewo i osada Warzenko z dotychczasowej gromady Warzno ze zniesionej gminy Banino oraz obszar dotychczasowej gromady Kłosowo (bez osady Trzyrzeki i szeregu parcel katastralnych) i miejscowość Kłosówko z dotychczasowej gromady Kłosówko ze zniesionej gminy Przodkowo w tymże powiecie. Dla gromady ustalono 10 członków gromadzkiej rady narodowej.
1 stycznia 1960 gromadę zniesiono, a jej obszar włączono do gromad: Przodkowo (miejscowości Kłosówko i Kłosowo) i Banino (miejscowości Czeczewo, Tokary, Nowe Tokary, Popowce, Martenki i Warzenko) w tymże powiecie.